# Coenraad van Beuningen

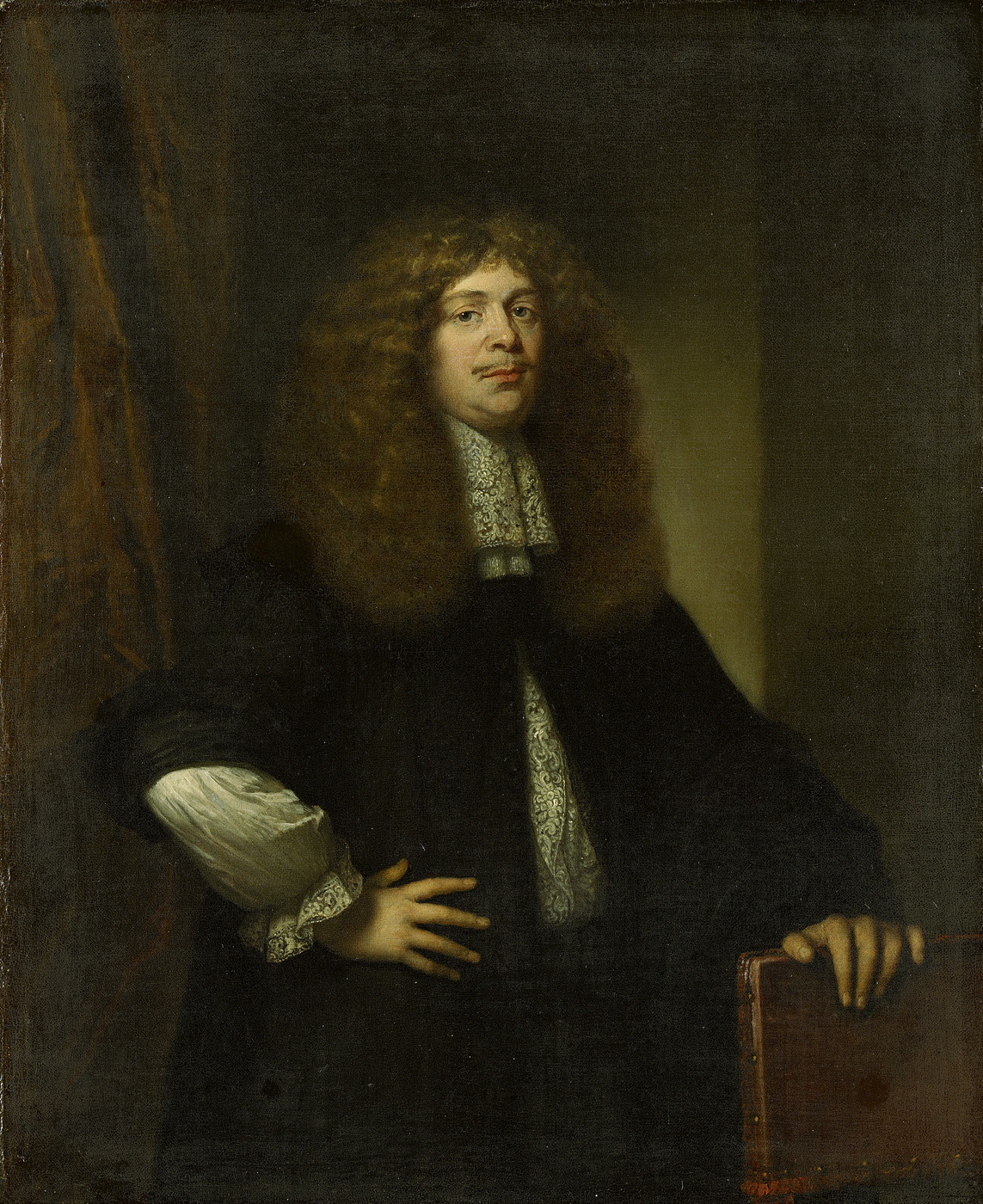
Coenraad van Beuningen in 1673 door Caspar Netscher

Coenraad van Beuningen (Amsterdam, 1622 – aldaar, 26 oktober 1693) was een Nederlandse diplomaat. In 1660 werd hij lid van de vroedschap en in 1668 schepen. Hij was burgemeester van Amsterdam in 1669, 1672, 1680, 1681, 1683 en 1684 en sinds 1681 bewindhebber bij de VOC. Coenraad van Beuningen was de kleinzoon van Geurt van Beuningen en een neef van Albert Burgh, beiden burgemeester van Amsterdam. Mogelijk leed hij aan een bipolaire stoornis. Hij werd na het verlies van zijn financiële vermogen niet meer toerekeningsvatbaar geacht en opgesloten in zijn huis aan de Amstel (in Amsterdam bekend als het Huis met de Bloedvlekken).

## Biografie
Coenraad van Beuningen, telg uit het geslacht Van Beuningen, werd thuis gedoopt omdat zijn vader Dirk van Beuningen en moeder Catharina Burgh remonstranten waren en zij deswege geen opschudding wilden veroorzaken na alle religieuze aanvallen van de contraremonstranten. Coenraad ging naar de Latijnse school, niet ver van de Kloveniersburgwal waar Vossius en Barlaeus lesgaven. Van Beuningen begon in 1639 met zijn studie Rechten aan de Universiteit Leiden. In 1642 stelde Hugo de Groot, Zweeds gezant in Parijs, hem aan als zijn secretaris. In 1643 werd hij stadssecretaris in Amsterdam, ofschoon hij zichzelf daarvoor niet geschikt achtte.
De ascetische Van Beuningen voelde zich aangetrokken tot Spinoza en de collegianten en ontmoette in Rijnsburg Adriaan Paets, een Rotterdamse regent. Hij leefde zo eenvoudig mogelijk, zonder betrekking. In 1650 werd hij benoemd tot pensionaris van Amsterdam, een functie die hij uitoefende tot 1660. In 1652 werd hij naar koningin Christina van Zweden gezonden, die inmiddels Griekse bijles kreeg van zijn vriend Isaac Vossius. In 1654 reisde hij naar Stade om over een conflict omtrent de toegang tot de Oostzee te onderhandelen. Als gezant in Kopenhagen belandde hij bijna in handen van de Zweedse koning Karel X Gustaaf, die Christina was opgevolgd, nadat zij vrijwillig troonsafstand had gedaan. Van Van Beuningen is de uitspraak dat de sleutels van de Sont in een dok in Amsterdam lagen.

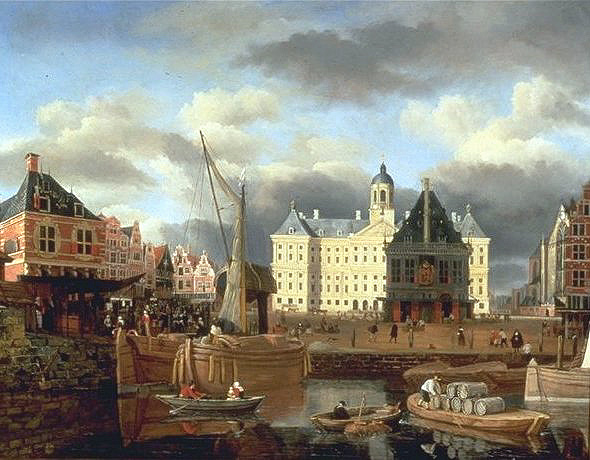
Het stadhuis op de Dam in 1668 door Jan van Kessel

Van Beuningen kreeg missies naar Frankrijk en Engeland. Zo was hij in 1662 betrokken bij de totstandkoming van de Frans-Nederlandse alliantie die in dat jaar gesloten werd. Lodewijk XIV bood hem een post aan in Frankrijk; hij weigerde. Van Beuningen waarschuwde tegen de imperialistische Franse politiek en wilde naar Constantinopel verhuizen. Tijdens Eerste Münsterse Oorlog verkreeg hij steun en er kwamen hulptroepen naar de Republiek. Met Peats trok hij in 1668 naar Overijssel, daar in de Provinciale Staten moeilijkheden waren ontstaan; de aanleiding is onduidelijk.
In een van zijn brieven schreef hij over de fantastische uitbreiding van handel en imperialisme in Indië en Amerika, maar ook dat de Republiek meer soldaten had dan 150 jaar daarvoor alle christelijke landen tezamen. In 1669 liet hij op een afgelegen en onzichtbare plek zijn huis (Bleijenburg) in 's-Gravenhage bouwen, verfraaid met schilderijen en Turkse tapijten. Tevens werd hij in dat jaar als burgemeester in Amsterdam benoemd. In 1672 werd hij genomineerd als opvolger van Johan de Witt.
Hij onderhandelde bij de Vrede van Westminster (1674). In 1675 wilde hij vrede sluiten met Lodewijk XIV: de strijd bleek desastreus voor de handel. Na de dood van Henrick Hooft en Gillis Valckenier werd van Beuningen de aanvoerder van de staatsgezinden en bestreed hij stadhouder Willem III in zijn ambities om Frankrijk aan te vallen. In 1680 werd hij curator van de Leidsche Hoogeschool. In 1681 en 1682 was hij opnieuw buitengewoon ambassadeur in Engeland. Hij was van mening dat met Karel II niets te beginnen viel. Die werd door Lodewijk XIV betaald om neutraal te blijven. Gilbert Burnet beschreef hem als een man die onophoudelijk praatte en naar niemand luisterde. Begin 1683 vroeg hij ontslag als burgemeester.

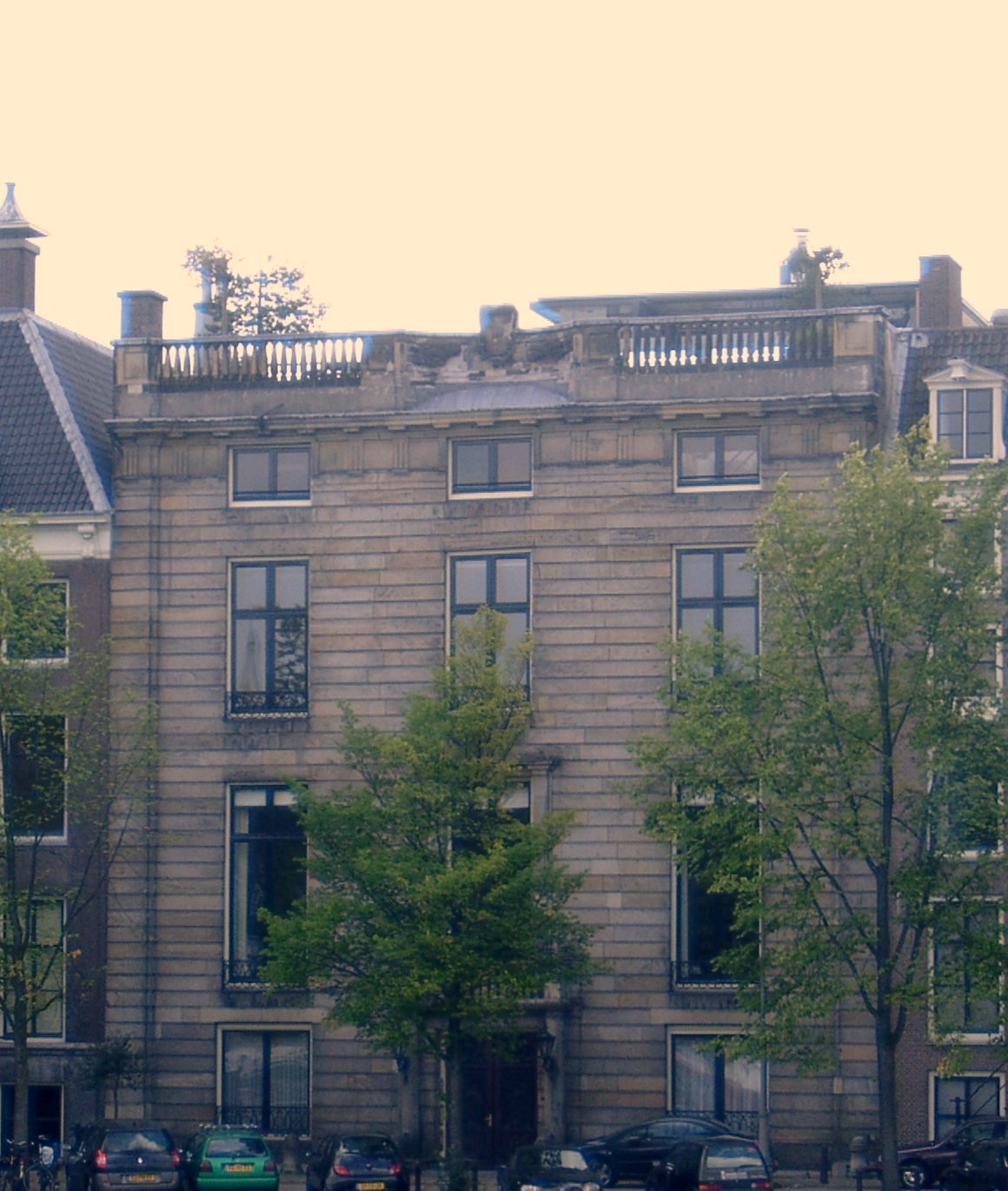
Het huis van burgemeester Van Beuningen aan de Amstel; "Het Huis met de bloedvlekken"

### Laatste jaren

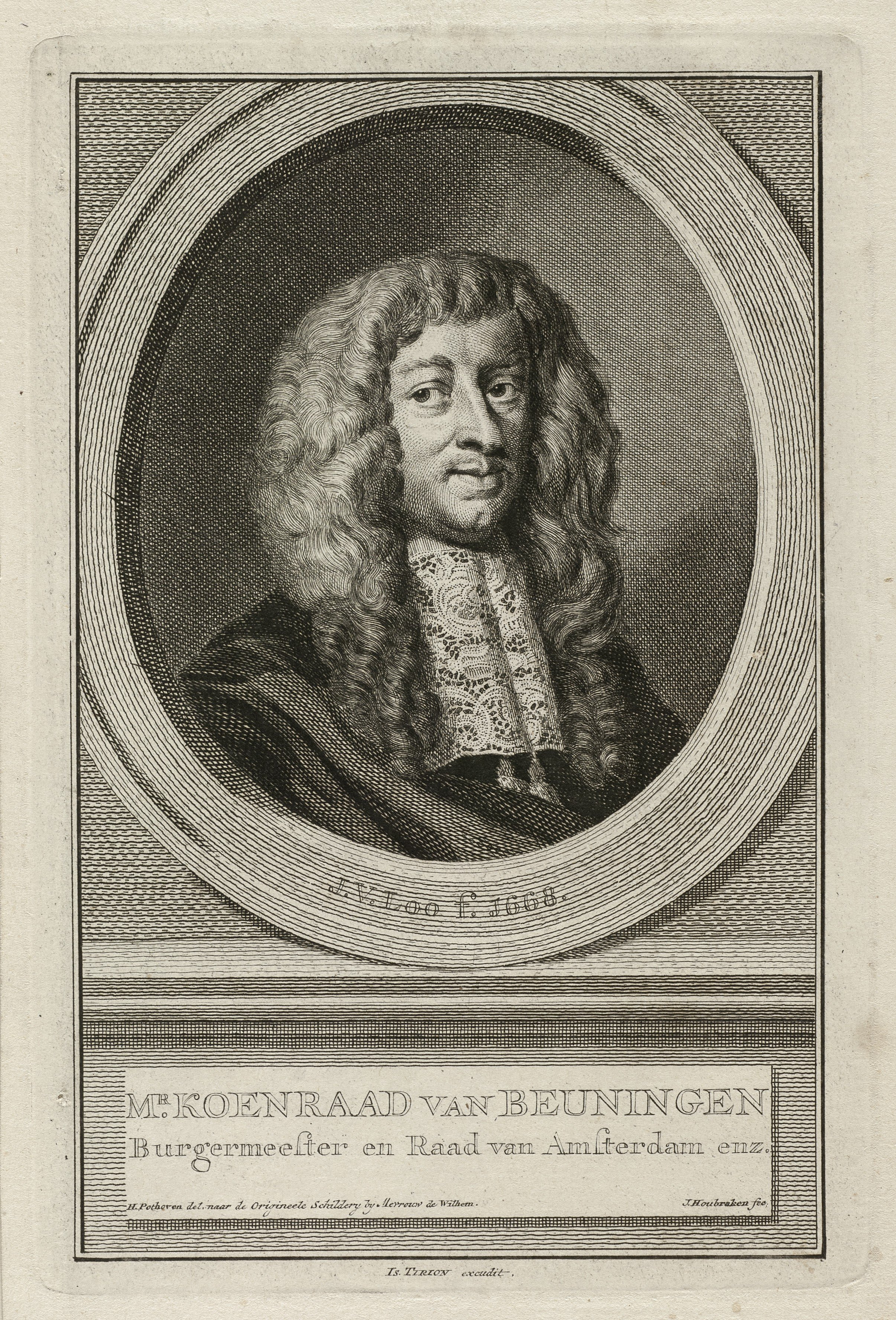
Coenraad van Beuningen door Jacobus Houbraken (naar schilderij van Hendrik Pothoven).

Van Beuningen interesseerde zich voor letterkunde, filosofie, theologie, geschiedenis en natuurwetenschappen. Hij stond op vriendschappelijke voet met Jan Swammerdam en Jan Six en Anna Maria van Schurman. Hij had interesse voor de ideeën van Descartes en combineerde dit alles met een belangstelling voor mysticisme, chiliasme, astrologie, droomduiding en bovennatuurlijke wonderen. Hij sympathiseerde met Jean de Labadie en de Quakers. In 1682 liet hij het werk van de mysticus Jacob Böhme uitgeven.
De stadhouder wilde het Staatse leger met 16.000 man uitbreiden. Amsterdam protesteerde tegen de beslissing van de Staten-Generaal om in september 1683 de Spanjaarden hulp te verlenen in de verdediging van de Spaanse Nederlanden. In februari 1684 trad Amsterdam in overleg met de Fransen; voor de prins betekende dit landverraad. Het gevolg was dat Amsterdam weigerde belasting af te dragen aan de Staten-Generaal, die in juni bakzeil haalden.
Uit de gunst van stadhouder Willem III geraakt joeg hij zijn geld erdoor, verbrandde een deel van zijn huisraad en trok zich moedeloos terug. In 1686 trouwde de 64-jarige Van Beuningen in het kerkje van Sloterdijk met zijn buurvrouw, de 42-jarige wulpse Jacoba Victoria Bartolotti. Toen er een aanslag op hem was gepleegd, deed hij afstand van enkele functies.
Van Beuningen eiste bezuinigingen bij de VOC: hij produceerde reeksen voorstellen om efficiënter beleid te introduceren en verlangde meer toezicht en scherpere naleving van de regels in Azië. Vanwege de vrede waren konvooien en onderhoud aan de forten minder noodzakelijk. Hij verdiepte zich in de gevolgen van de moessons en zeestromen, kwesties die hij met Isaac Vossius besprak. Dat het de compagnie nog steeds goed ging was te danken aan de bewindhebbers in de eerste twintig jaar.
In 1688 verloor Van Beuningen een half miljoen gulden door speculaties met VOC-aandelen. Hij schreef brieven aan Joan Huydecoper van Maarsseveen en de kerkelijke autoriteiten over het einde der tijden en ging de straat op om Hebreeuwse of kabbalistische tekens op zijn huis te schilderen. Van Beuningen werd onder curatele gesteld toen hij de stad Amsterdam tot erfgenaam had benoemd. Johannes Hudde en Nicolaes Witsen namen zijn positie in de vroedschap over; zijn huis in Den Haag is in 1690 overgenomen door de VOC. Hij stierf opgesloten in een huis aan de Amstel met nalating van slechts een oude jas, een bed, een schrijftafel, een paar krukjes, een spiegel en een portret van een oude man door Rembrandt.
Van Beuningen ligt begraven in de Oude Kerk (Amsterdam).